# Васильев, Алексей Афанасьевич
Алексей Афанасьевич Васильев (17 марта 1918 — 3 мая 1971) — воздушный стрелок-радист 511-го отдельного разведывательного авиационного полка, старший сержант — на момент представления к награждению орденом Славы 1-й степени.

## Биография
Родился 17 марта 1918 года в деревне Поручиково, Заинского района Республики Татарстан, в 1934 году окончил 6 классов сельской школы. Работал в колхозе «Красный маяк» пчеловодом, учётчиком тракторной бригады.
В октябре 1939 года был призван в Красную Армию Заинским райвоенкоматом. В 1940 году окончил ускоренный курс 23-й школы младших авиаспециалистов Московского военного округа в Торжке.
Службу проходил в 35-м бомбардировочном авиационном полку, был стрелком-радистом в экипаже самолёта СБ. Полк базировался в городе Тарту. С первых дней Великой Отечественной войны Васильев в составе полка участвовал в боевых вылетах, в нанесении бомбовых ударов по наступающим колоннам противника, переправам через реки. В августе в полку оставалось уже меньше половины самолётов, и он был выведен в тыл на переформирование.
В тылу сержант Васильев прошел переподготовку на новый самолёт — пикирующий бомбардировщик Пе-2 и был зачислен в 511-й отдельный разведывательный авиационный полк, так же находящийся на переформировании. В июне 1943 года в составе полка вернулся на фронт, который вошел в состав 5-й воздушной армии Степного фронта.
К сентябрю 1943 года сержант Васильев совершил 16 боевых вылетов на разведку противника в районах городов Белгород, Харьков, Полтава. Был награждён медалью «За отвагу».
К апрелю 1944 года старший сержант Васильев в составе экипажа произвёл 40 успешных боевых вылетов на воздушную разведку войск противника в районах городов Черкассы, Чигирин, Кировоград, Умань, Тальное. Участвовал в трёх воздушных боях, огнём из пулемёта не позволял вражеским истребителям подойти на близкую дистанцию и сбить свой самолёт. Кроме обязанностей воздушного стрелка-радиста помогал экипажу вести разведку: 5 ноября 1943 года обнаружил колонну автомобилей и базирование на аэродроме Черкассы вражеских самолетов, 6 января 1944 года обнаружил колонну до 120 автомобилей и на станции Городище 3 воинских эшелона, 30 января обнаружил на станции Шпола 9 эшелонов. Экипаж, в котором воевал Васильев, входил в группу по обеспечению Корсунь-Шевченковской операции. За эти боевые вылеты был представлен к награждению орденом Отечественной войны 1 степени.
Приказом по войскам 5-й воздушной армии от 5 июня 1944 года старший сержант Васильев Алексей Афанасьевич награждён орденом Славы 3 степени.
Весной-летом 1944 года старший сержант Васильев в составе своего экипажа участвовал в 27 вылетах на дальнюю разведку в районы городов Васлуй, Роман, Красна. В воздухе надежно защищал свой экипаж, 17 июня отбил атаку трёх вражеских истребителей. Данные о противнике четко и своевременно передавал с борта самолета на КП полка, воздушной армии и на радиостанции наземного командования, за что имел ряд благодарностей. Помогая штурману вести разведку, вскрыл движение 15 эшелонов противника, обнаружил движение несколько автоколонн и расположение аэродрома с 20 самолетами.
Приказом по войскам 5-й воздушной армии от 28 августа 1944 года старший сержант Васильев Алексей Афанасьевич награждён орденом Славы 2 степени.
В период боев с 25 сентября по 26 октября 1944 года старший сержант Васильев участвовал в 42 вылетах на разведку в районе городов Клуж, Бая-Маре, Сольнок, Кечкемет, Цеглед, Будапешт. Защищая экипаж, участвовал в отражении двух атак вражеских истребителей. 19 ноября командиром полка был представлен к награждению орденом Славы 1 степени.
Последний боевой вылет старший сержант Васильев совершил 6 мая 1945 года в небе Чехословакии. После Победы продолжил службу в армии.
Указом Президиума Верховного Совета СССР от 15 мая 1946 года за образцовое выполнение заданий командования в боях с захватчиками старший сержант Васильев Алексей Афанасьевич награждён орденом Славы 1-й степени. Стал полным кавалером ордена Славы.
Продолжал службу в военной авиации, стал офицером. В 1955 году лейтенант Васильев уволен в запас.
Жил в Одессе. Работал старшим электриком на базе «Стройснабсбыт». Скончался 3 мая 1971 года.
Награждён орденами Красной Звезды, Славы 1-й, 2-й и 3-й степеней, медалями, в том числе «За отвагу» и «За боевые заслуги», а также венгерской медалью.